# Manfred Kersch
Manfred Kersch (* 19. September 1913 in Frankfurt am Main; † 2. Mai 1994 ebenda) war ein deutscher Leichtathlet und Olympiateilnehmer, der bei den Europameisterschaften 1938 in Paris mit der deutschen 4-mal-100-Meter-Staffel die Goldmedaille gewann (40,9 s; Manfred Kersch, Gerd Hornberger, Karl Neckermann, Jakob Scheuring).
Bei den Olympischen Spielen 1936 in Berlin und bei den Europameisterschaften 1938 startete er im 100-Meter-Lauf und schied im Vorlauf (1936) bzw. im Halbfinale (1938) aus.
Bei deutschen Meisterschaften errang er dreimal den zweiten Platz im 100-Meter-Lauf (1936, 1938 und 1940). 1943 wurde er mit der 4-mal-100-Meter-Staffel von Eintracht Frankfurt Deutscher Meister.
Am 13. August 1938 war er in Berlin am deutschen Rekord im 4-mal-100-Meter-Lauf beteiligt:
(40,3 s; Manfred Kersch, Gerd Hornberger, Karl Neckermann, Jakob Scheuring).
Manfred Kersch gehörte dem Sportverein SV Weißblau-Allianz Frankfurt an. In seiner Wettkampfzeit war er 1,69 m groß und 62 kg schwer.